# Les Sybelles
Les Sybelles is een wintersportgebied in de Franse Alpen, meer bepaald in de Maurienne in het departement Savoie. Het strekt zich uit rondom de Pointe de l'Ouillon (2432 m) in het noordelijke deel van het Arvesmassief, ten noordoosten van de Grandes Rousses en ten noordwesten van de Aiguilles d'Arves. Les Sybelles telt zes skidorpen verspreid over evenveel gemeenten. Het is het 12e grootste aaneengesloten skigebied van Frankrijk.
In de jaren 1930 begon men de wintersport uit te bouwen in dit massief. In 1985 werden Le Corbier en La Toussuire, twee geplande skidorpen, met elkaar verbonden en ontstond het gebied Grand Large. In december 2003 werd Les Sybelles geopend, waarbij zes dorpen met elkaar werden verbonden.
Het skigebied wordt uitgebaat door vier bedrijven: SATVAC (Le Corbier en Saint-Jean-d'Arves), SAMSO (Saint-Sorlin-d'Arves), SOREMET (La Toussuire en Les Bottières) en SSDS (Saint-Colomban-des-Villards). Hoewel de skiliften in de deelgebieden dus apart beheerd worden, geven de uitbaters een gezamenlijke skipas uit.
Het skigebied is de thuisbasis van Jean-Pierre Vidal, de winnaar van de gouden medaille slalom skiën op de Olympische Winterspelen 2002.

## Geografie

### Skidorpen
Zes skidorpen maken deel uit van Les Sybelles:

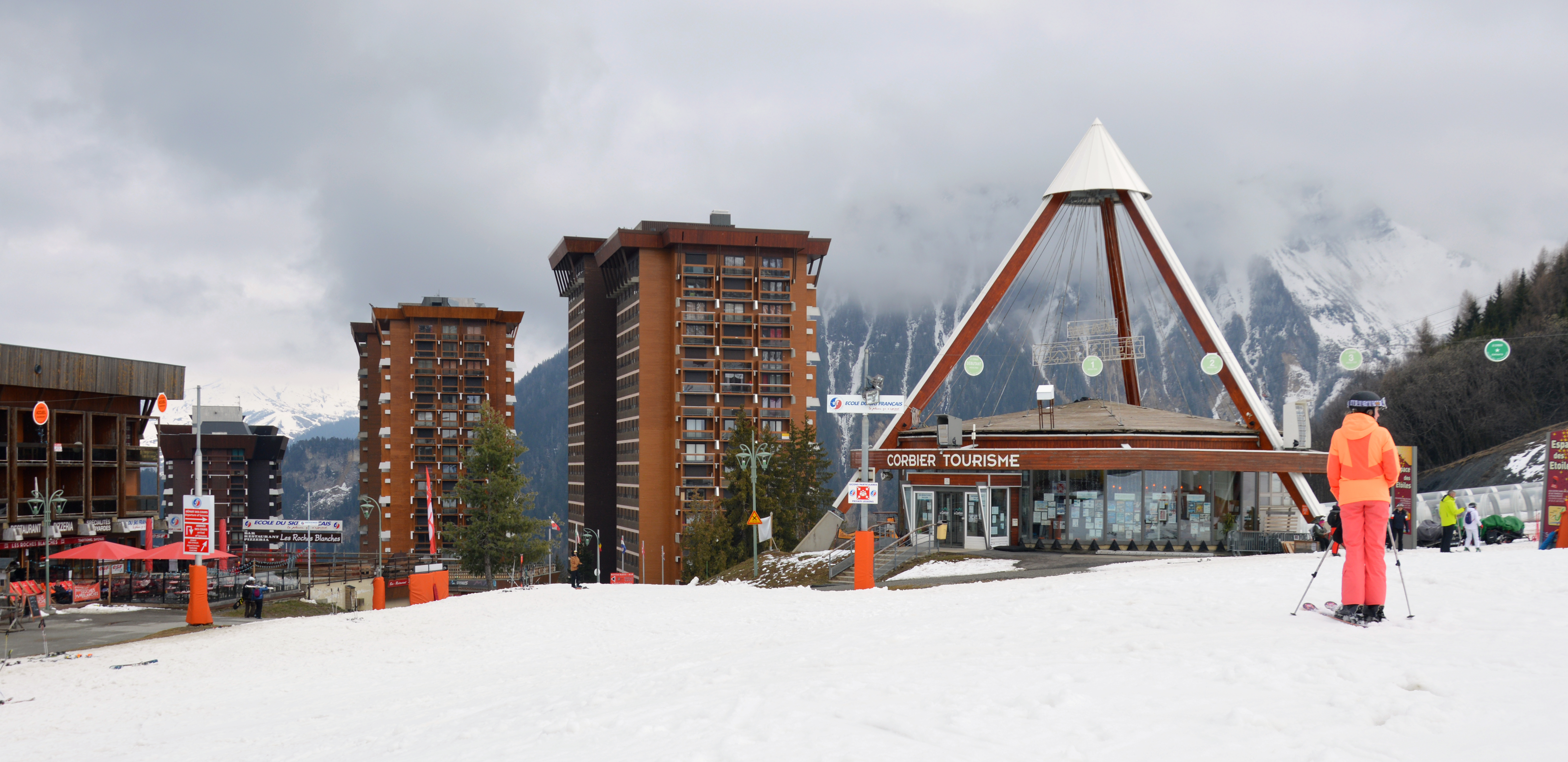
Le Corbier (gemeente Villarembert)
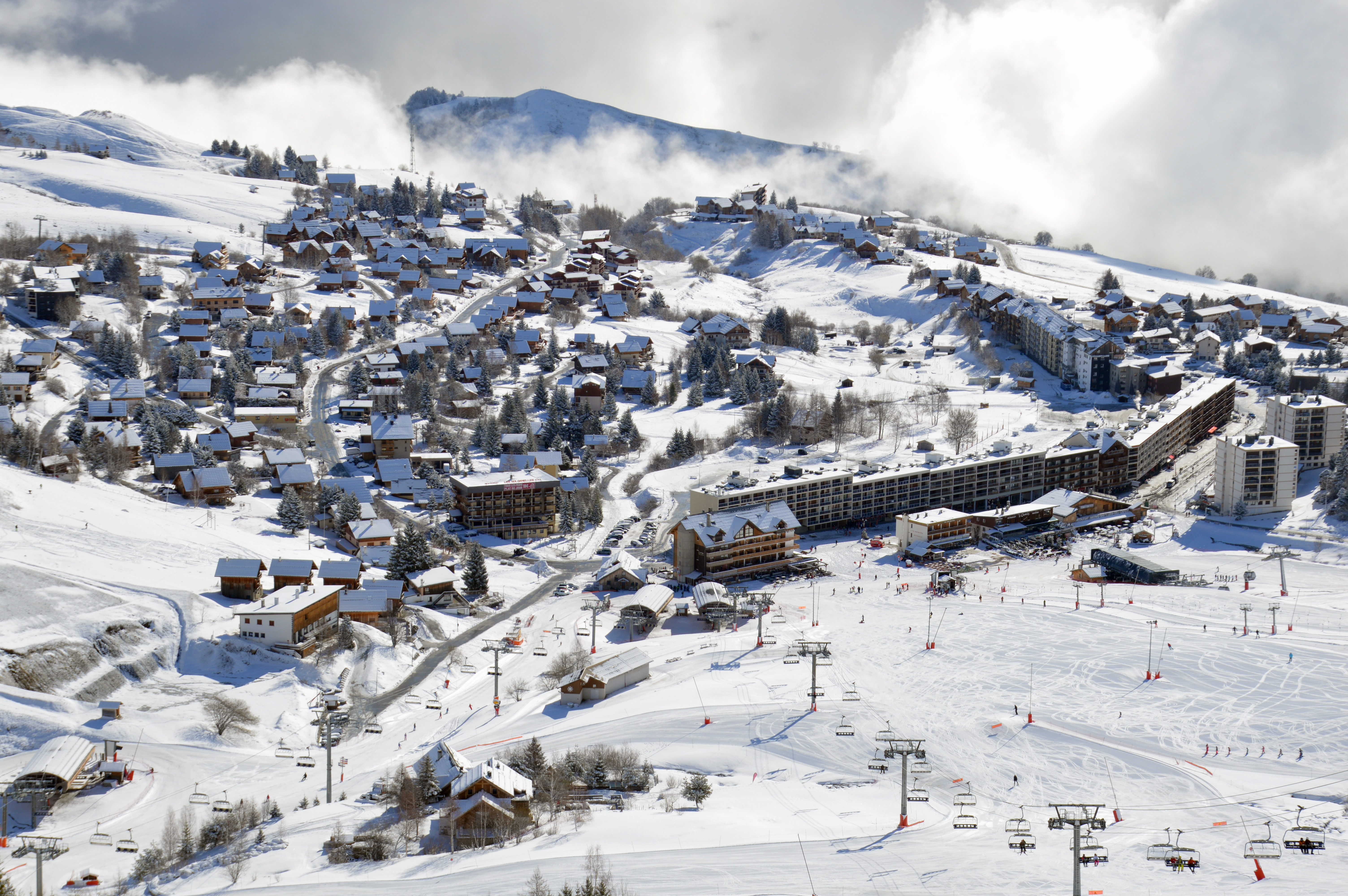
La Toussuire (Fontcouverte-la-Toussuire)
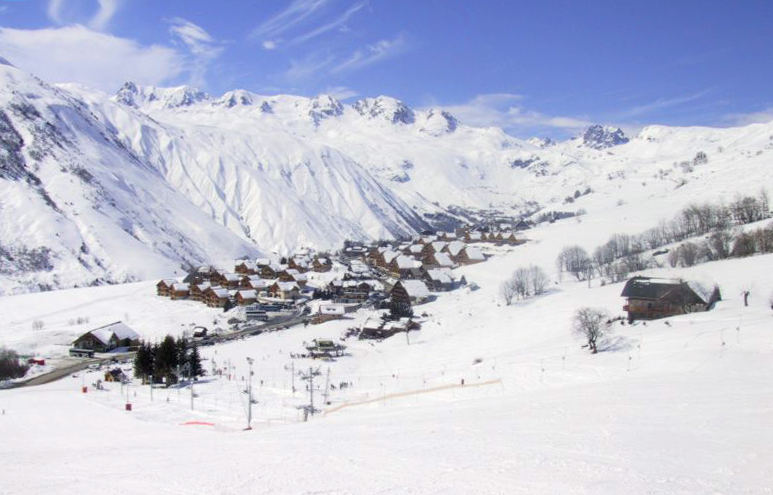
Saint-Jean-d'Arves
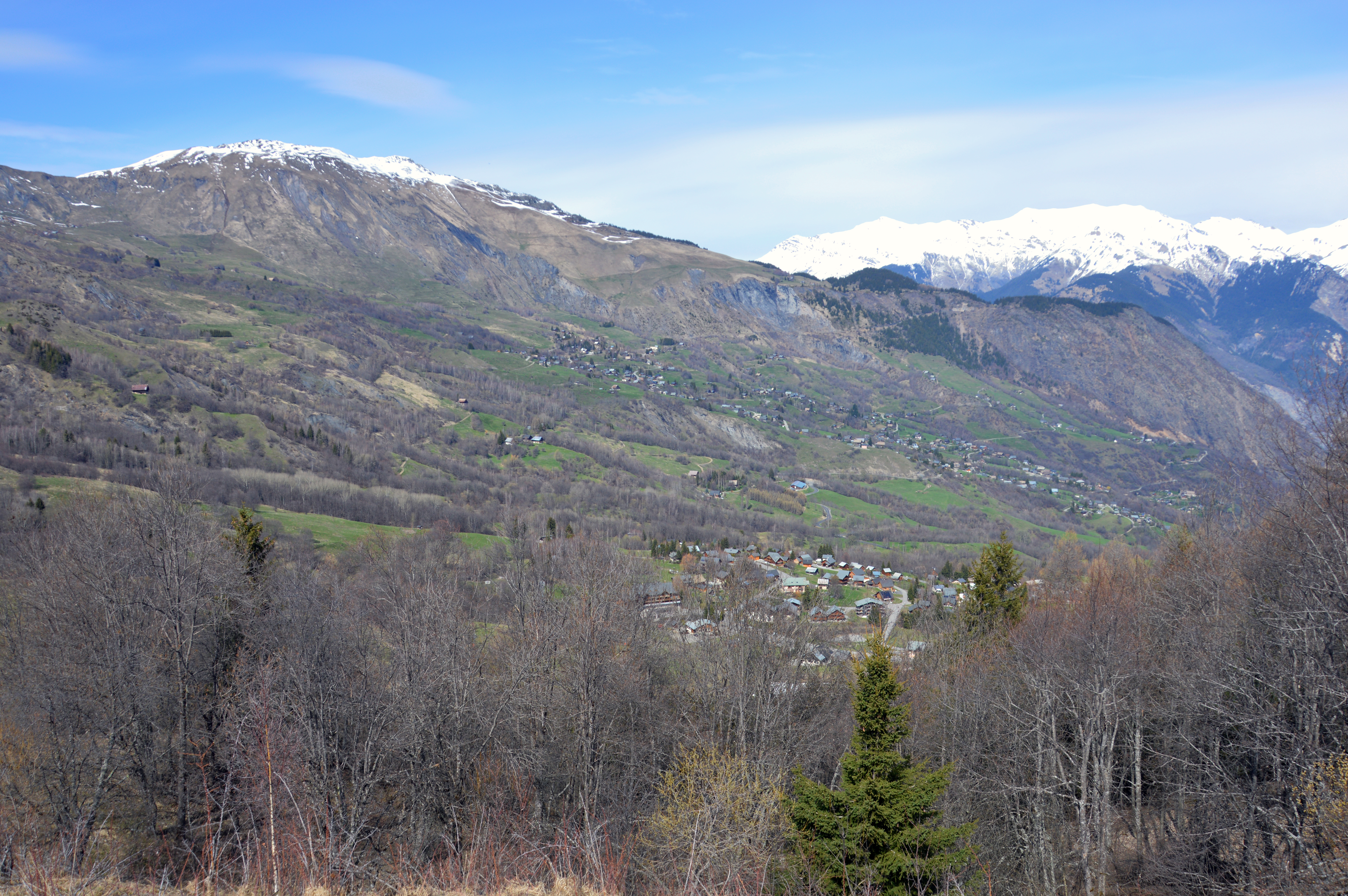
Les Bottières (Saint-Pancrace)
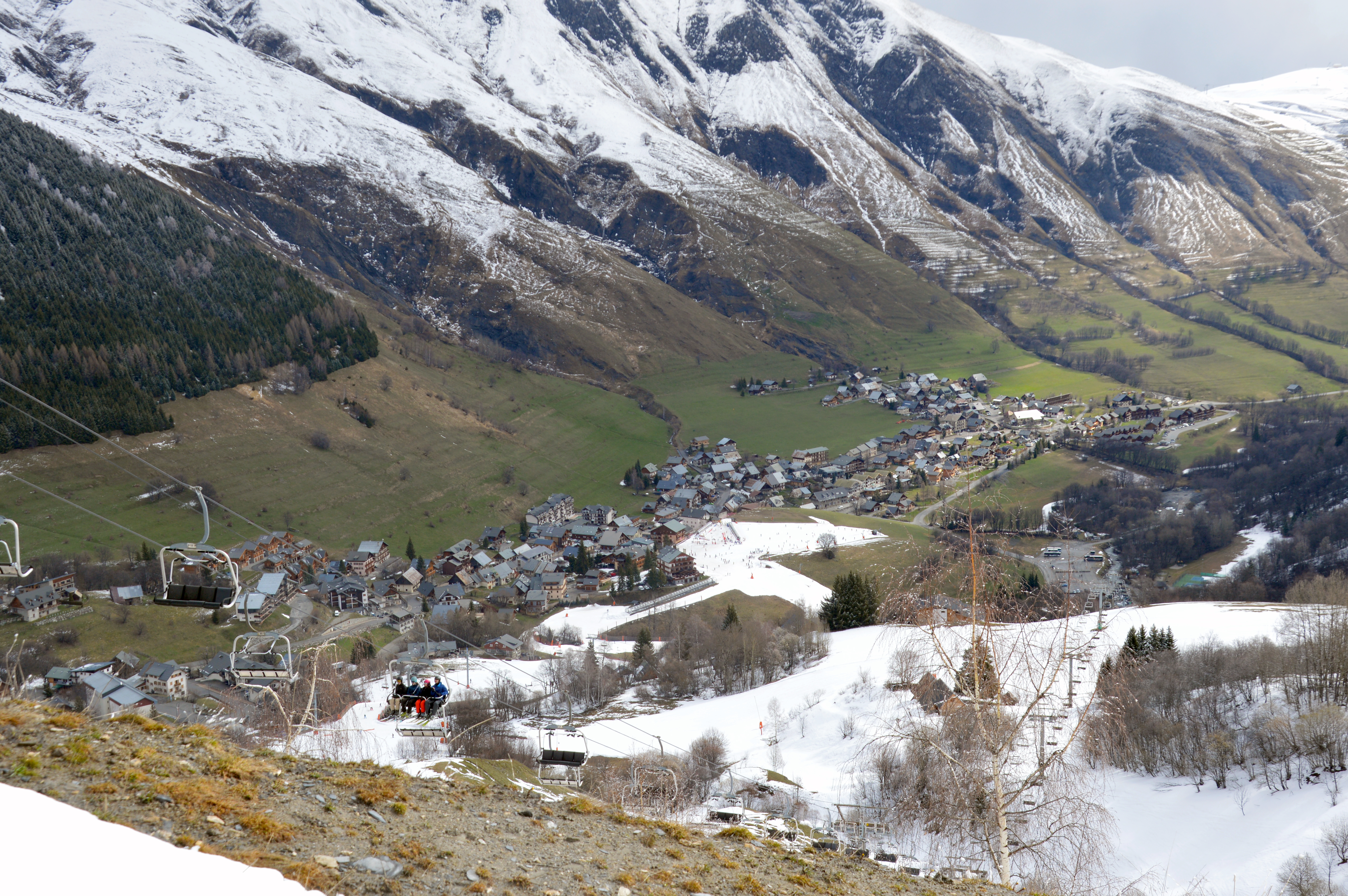
Saint-Sorlin-d'Arves
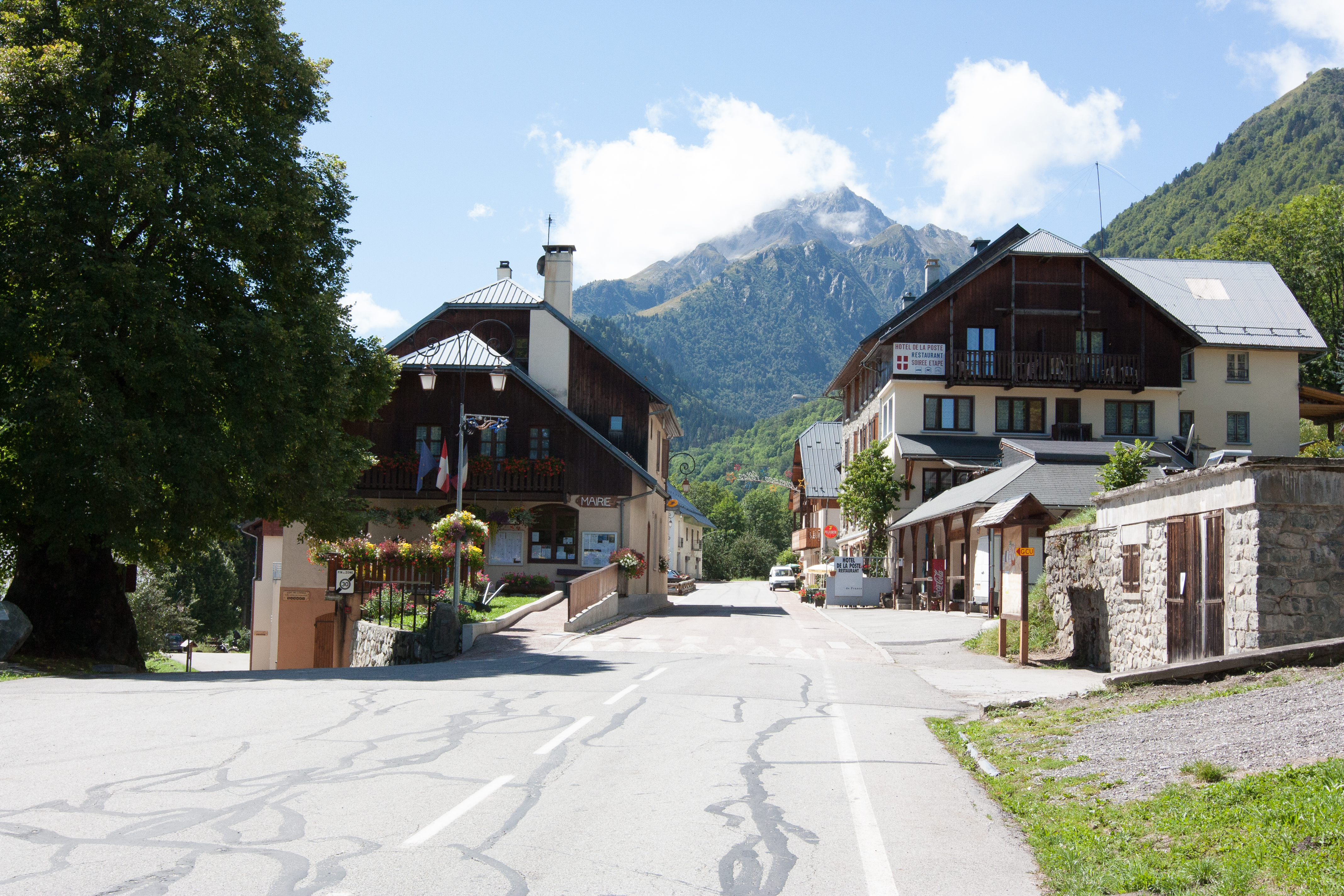
Saint-Colomban-des-Villards